# Ampli
Ampli Spółka Akcyjna – polskie przedsiębiorstwo handlu hurtowego z siedzibą w Tarnowie, notowane na Giełdzie Papierów Wartościowych w Warszawie. Prowadzi działalność polegającą na handlu artykułami przemysłowymi.

## Historia
W listopadzie 1990 Artur Kostyrzewski i Waldemar Madura założyli spółkę cywilną „Ampli” i zajęli się sprzedażą detaliczną artykułów elektrycznych. W marcu 1992 dołączył do nich kolejny wspólnik – Andrzej Kosoń. W kwietniu 1993 spółka przeniosła się do nowo zakupionego budynku przy ul. Przemysłowej w Tarnowie, gdzie ma swoją siedzibę do dziś. W grudniu 1994 wspólnicy zawiązali nową spółkę, tym razem akcyjną, pod tą samą nazwą. Stopniowo przejmowała ona działalność poprzedniej, zlikwidowanej ostatecznie z końcem stycznia 1996. Podjęto decyzję o publicznej emisji akcji, które 14 października 1997 zadebiutowały na Giełdzie Papierów Wartościowych w Warszawie.
W listopadzie 1997 przedsiębiorstwo otworzyło hurtownię w Kielcach. W 1998 przejęło kontrolę nad spółką Energomarket sp. z o.o. W 2001 uruchomiło kolejną hurtownię, w Łodzi, natomiast zamknęło – w Przemyślu. Placówka w Łodzi została zlikwidowana w marcu 2004. W listopadzie tego samego roku „Ampli” nabył kontrolny pakiet udziałów w gliwickiej spółce Energo-Hurt sp. z o.o. W 2005 otworzył hurtownie w Mikołowie, Bielsku-Białej i Oświęcimiu. W październiku 2007 odsprzedał wszystkie posiadane udziały w spółce Energo-Hurt.
Sąd Rejonowy w Tarnowie 29 lipca 2014 roku ogłosił upadłość spółki z możliwością zawarcia układu z wierzycielami. W konsekwencji spółka trafiła na listę alertów, a następnie z dniem 1 stycznia 2016 roku obrót jej akcjami na rynku regulowanym został zawieszony.
Przedsiębiorstwo posiada 50% udziałów spółki zależnej Energo-Market Zet sp. z o.o. (KRS 0000115030) w Tarnowie.

## Działalność
„Ampli” prowadzi sprzedaż hurtową i detaliczną artykułów przemysłowych, w tym: przewodów i kabli, źródeł światła, opraw oświetleniowych przemysłowych, ulicznych i mieszkaniowych, osprzętu instalacyjnego, wyłączników, rozłączników i osprzętu do linii napowietrznych izolowanych. Świadczy także usługi projektowania oświetlenia i instalacji elektrycznych. Spółka „Energo-Market Zet” prowadzi hurtową sprzedaż materiałów elektroinstalacyjnych i elektroenergetycznych.

## Akcjonariat
Według danych z lutego 2008 największymi akcjonariuszami spółki byli:
- Waldemar Madura, posiadający 15,05% akcji i 34,80% głosów na WZA;
- Artur Kostyrzewski – 14,02% akcji i 32,40% głosów.

Pozostali posiadali 70,93% akcji i 32,80% głosów.